# دامیان گیمنز
دامیان گیمنز (انگلیسی: Damián Giménez؛ زادهٔ ۲۶ فوریهٔ ۱۹۸۲) بازیکن فوتبال اهل آرژانتین است.
از باشگاه‌هایی که در آن بازی کرده‌است می‌توان به باشگاه فوتبال بانفیلد، باشگاه فوتبال دلفینو پسکارا، باشگاه فوتبال چورنومورتس اودسا، و باشگاه فوتبال نیولز اولد بویز اشاره کرد.
وی همچنین در تیم ملی فوتبال زیر ۲۰ سال آرژانتین بازی کرده‌است.